# Championnats du monde de pentathlon moderne 1990
Navigation
Édition précédente Édition suivante
Les Championnats du monde de pentathlon moderne 1990 se sont tenus à Lahti, en Finlande, pour les compétitions masculines, et à Linköping en Suède, pour les compétitions féminines.

## Podiums

### Hommes
| Épreuves    | Or                                                                      | Argent                                                     | Bronze                                                          |
| ----------- | ----------------------------------------------------------------------- | ---------------------------------------------------------- | --------------------------------------------------------------- |
| Individuel  | Italie Gianluca Tiberti                                                 | Union soviétique Anatoly Starostin                         | République tchèque Milan Kadlec                                 |
| Par équipes | Union soviétique Eduard Zenovka Anatoly Starostin Vakhtang Iagorashvili | Italie Gianluca Tiberti Cesare Toraldo Alessandro Conforto | Pologne Arkadiusz Skrzypaszek Dariusz Goździak Maciej Czyżowicz |
| En relais   | Union soviétique German Yuferov Yuriy Sergeyev Leonid Vitoslavskiy      | Hongrie László Fábián Attila Kálnoki Kis Attila Mizsér     | Italie Roberto Bomprezzi Gianluca Tiberti Cesare Toraldo        |

### Femmes
| Épreuves    | Or                                               | Argent                                                                 | Bronze                                                       |
| ----------- | ------------------------------------------------ | ---------------------------------------------------------------------- | ------------------------------------------------------------ |
| Individuel  | Danemark Eva Fjellerup                           | États-Unis Lori Norwood                                                | Pologne Dorota Idzi                                          |
| Par équipes | Pologne Dorota Idzi Anna Sulima Iwona Kowalewska | Union soviétique Zhanna Dolgacheva Tatyana Chernetskaya Irina Krasnova | Allemagne de l'Ouest Katrin Kröning Sabine Krapf Kim Raisner |